# 글렌 피카라

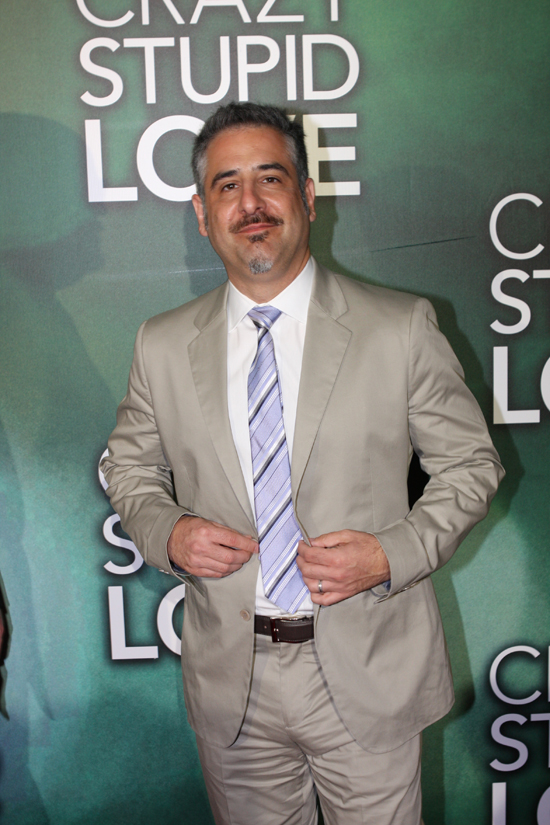

글렌 피카라(Glenn Ficarra, 1969년 5월 27일 ~ )는 미국의 영화 제작자, 배우이다. 존 레쿠아와 종종 협업했다.
프랫 인스티튜트에서 존 레쿠아를 만났고 이곳에서 이 둘은 영화를 공부했다.

## 참여 작품

### 영화
- 나쁜 산타
- 루니 툰: 백 인 액션
- 배드 뉴스 베어즈
- 필립 모리스 (영화)
- 크레이지, 스투피드, 러브
- 포커스 (2015년 영화)
- 위스키 탱고 폭스트롯
- 스몰풋
- 정글 크루즈 (영화)

#### 프로듀서
- 아기배달부 스토크
- DC 리그 오브 슈퍼-펫

### 텔레비전
- 디스 이즈 어스
- 우린폭망했다